# Paralimna multipunctata
Paralimna multipunctata är en tvåvingeart som beskrevs av Samuel Wendell Williston  1896. Paralimna multipunctata ingår i släktet Paralimna och familjen vattenflugor. Inga underarter finns listade i Catalogue of Life.